# Fédération internationale des archives du film
La Fédération internationale des archives du film (FIAF), fondée à Paris en 1938, regroupe les institutions les plus importantes en matière d'héritage cinématographique. Ses affiliés, essentiellement des cinémathèques et des musées, se veulent les défenseurs de cet art du XXe siècle. Ils consacrent leurs activités à la sauvegarde, à la collection, à la préservation et à la projection des films, considérés tant comme des œuvres d'art que comme des documents historiques. Lors de sa formation en 1938, la FIAF comptait 4 membres. Progressivement, ce sont environ 150 organismes situées dans environ 80 pays, qui adhérent à la Fédération, disposant ainsi de son soutien, de ses conseils et des techniques développées pour récupérer, restaurer et montrer des films et des documents relatifs à l'histoire du cinéma, de ses débuts jusqu'à nos jours. Entre la FIAF et la Cinémathèque française, qui fut longtemps son membre français, les relations ont été difficiles dans les années 1960 et 1970, du fait, comme dans d'autres pays, des tensions entre les objectifs de conservation et d'exposition des films.

## Histoire
En 1938, les fondateurs des cinémathèques de quatre pays (l'Allemagne, les États-Unis, le Royaume-Uni et la France ) créent à Paris la Fédération internationale des archives du film (F.I.A.F.). Cette nouvelle institution se donne pour objectif de  regrouper les organisations qui ont « pour objet la conservation des films, le rassemblement de la documentation nationale et privée sur les films et, si nécessaire, la projection de films dans un but non commercial, historique, pédagogique ou artistique ». 
Que le lieu de fondation soit Paris n'est pas un pur hasard. Dès le début des années 1930, c'est une femme, une journaliste française, Lucienne Escoubé, qui alerte les milieux culturels par un article resté célèbre « Sauvons les films de répertoire », publié dans une revue de cinéma de l'époque,. En 1935, Henri Langlois fonde le Cercle du cinéma puis, en 1936, avec Georges Franju, Jean Mitry et Paul-Auguste Harlé, il crée la Cinémathèque française, une association loi de 1901. Mais le sujet a pris également de l'importance dans d'autres pays. Ainsi au Royaume-Uni, la National Film Library (NFL) s'est lancée en 1935, une création qui fait suite à celle du British Film Institute (BFI) en 1933, institution à laquelle elle est d'ailleurs rattachée. À l'époque, la création de telles institutions au Royaume-Uni rayonne aussi dans l'ensemble de l'Empire colonial britannique, sur les différents continents, de même qu'une institution française rayonne dans l'espace international francophone. L'Allemagne et les États-Unis appartiennent également aux pays ayant de fait une influence mondiale, à la fois d'un point de vue économique mais aussi culturel.
La F.I.A.F. est amenée à mettre en sommeil son activité pendant la Seconde Guerre mondiale, un conflit qui oppose les pays des associations fondatrices. Elle reprend son activité après-guerre en structurant les échanges entre les archives, et en formulant des normes techniques pour la restauration des films. Henri Langlois a une influence importante sur l'évolution de la FIAF.  La Cinémathèque française est à l'époque le seul membre français de cette fédération, et plusieurs de ses congrès et assemblées générales se tiennent en France, avant que la Cinémathèque française ne rompe avec la FIAF suite à l’Assemblée générale de 1959. La personnalité d'Henri Langlois est davantage portée sur les actions de promotion et diffusion des œuvres artistiques cinématographiques que sur la gestion administrative de la préservation des films,.
En 1962, la Cinémathèque française est radiée des membres de la fédération. La Cinémathèque de Toulouse, fondée en 1964, devient membre provisoire de la FIAF en juin 1965, puis membre de plein droit en mai 1966. Elle devient également la représentante de la France au sein de la fédération. En 1968, en France, l'«affaire Langlois» oppose le célèbre ministre français de la Culture, André Malraux, au désormais célèbre créateur de la Cinémathèque française, Henri Langlois, soutenu notamment par des représentants de la Nouvelle vague. André Malraux fait partir Henri Langlois de la tête de la Cinémathèque française en février 1968, mais doit reculer et le rétablir à son poste en avril 1968. Henri Langlois meurt en 1977. Les tensions entre la Cinémathèque française et la Fédération internationale des archives du film s'apaisent progressivement, d'autant que le sujet de la préservation des films devient de plus en plus sensible. La Cinémathèque française réintègre la FIAF en janvier 1983, au titre d’observateur.
En 1995, à l'occasion du centenaire du cinéma, la FIAF tient son congrès annuel pour la première fois à Los Angeles, la ville associée à Hollywood. Un bilan y est dressé de la conservation des films qui n'est pas bon : 80 % des films muets sont définitivement perdus, 50 % des films produits aux États-Unis avant 1950 ont disparu. Aux manques d'intérêt et de sensibilisation des professionnels à la problématique de conservation s'ajoute le problème du support sur pellicule acétate, des pellicules qui se décomposent avec le temps. L'arrivée en force du numérique dans l'industrie cinématographique à la fin du XXe siècle offre toutefois de meilleurs perspectives pour l'avenir.

## Objectifs
Outre les objectifs mentionnés ci-dessus, « la conservation des films, le rassemblement de la documentation nationale et privée sur les films et, si nécessaire, la projection de films dans un but non commercial, historique, pédagogique ou artistique », la FIAF a aussi pour but :
- De faire respecter un Code d'Ethique pour la préservation des films et les pratiques standards dans tous les domaines de l'archivage de film.
- D'aider à créer de nouvelles archives dans les pays qui en sont dépourvus,
- D'améliorer le contexte légal dans lequel les archives de film travaillent,
- De promouvoir la culture cinématographique et de faciliter les recherches historiques tant au niveau national qu'international,
- De développer la formation et le perfectionnement en matière de préservation de films et autres techniques d'archivage,
- D'assurer la disponibilité des collections pour les études et les recherches du grand public,
- D'encourager la collection et la préservation de documents et de matériel relatifs au cinéma,
- De développer la collaboration entre les membres et "d'assurer la disponibilité internationale des films et des documents".

Concernant les films, les objectifs de conservation et de projection ont longtemps été vécus comme étant en partie contradictoires, l'usage, pendant des décennies, des pellicules ne favorisant pas leur maintien en bon état. Ces tensions entre ces objectifs apparaissent dès l'entre-deux-guerres. Ce point est aussi un des éléments de divergence entre la FIAF et la Cinémathèque française, pendant quelques décennies, après la Seconde Guerre mondiale, ou entre la FIAF et l'industrie cinématographique. Ce deuxième volet est l'objet de plusieurs interventions de réalisateurs américains passionnés par le cinéma et par le patrimoine cinématographique, lors du congrès de 1995 de la FIAF à Los Angeles. Martin Scorsese indique ainsi lors de ce congrès, concernant les œuvres de fiction: « Il est difficile de faire comprendre à l'industrie américaine du cinéma qu'elle a l'obligation morale de sauvegarder ses propres films. » Ce réalisateur est préoccupé également par le devenir des documentaires, et des photographies historiques. Clint Eastwood fait remarquer : « Je suis là depuis assez longtemps pour voir mon teint pâlir sur l'écran », tandis que Steven Spielberg, qui exige par contrat la prise en compte de techniques de conservation de ses films, indique à ce propos, tentant de réconcilier la préservation du patrimoine et les impératifs économiques des sociétés de production : « Il a fallu convaincre Hollywood. La restauration de Lawrence d'Arabie était notre projet chouchou car les studios ont compris qu'ils pouvaient gagner des sous. ».
D'autres difficultés se présentent telle que, par exemple, celle d'identifier le véritable original d'un film : « C'est un fait désormais reconnu qu'à l'époque du muet, avant le passage de la pellicule orthochromatique à la pellicule panchromatique, il n'existait pas de négatif universel pour un même film, mais plusieurs négatifs légèrement différents », indique ainsi Jacques Ledoux, ajoutant : « cela m'a été confirmé par Fritz Lang lui-même. ».
Pour l'archivage et la classification des documents et études sur le cinéma, la Fédération, pour remplir ses objectifs, s'est lancé, depuis 2013, dans une politique de numérisation, dont elle fait bénéficier les institutions affiliées.

## Les activités de la FIAF
La majeure partie du travail de la FIAF est de faciliter la coopération entre ses Membres pour des projets d'intérêt communs - par exemple, la restauration d'un film ou la compilation d'une filmographie nationale ou internationale. La partie la plus visible de ses activités sont les Congrès, les publications et le travail de ses commissions spécialisées.

## Les publications
La FIAF publie régulièrement le Journal of Film Preservation (anciennement Bulletin de la FIAF). De 1972 à 1993 il fut publié sous le titre de FIAF Information Bulletin. Ce qui n'était au départ qu'une lettre d'information destinée aux affiliés de la FIAF est devenu au fil des années un magazine au contenu plus universitaire. Il est aujourd'hui un forum de discussions aussi bien générales que spécialisées sur tous les aspects théoriques, techniques et historiques de l'archivage et de la conservation des images en mouvement à travers le monde. C'est un magazine trilingue, les articles étant écrits en français, anglais ou espagnol (avec des résumés dans les deux autres langues).
Un bureau spécialisé, publie l'Index International des Périodiques du Cinéma et l'Index International des Périodiques de télévision.

## Les commissions
Elles rassemblent des spécialistes provenant de différentes archives. Elles se réunissent périodiquement pour accomplir des programmes de travail en visant le développement et le maintien de normes tant théoriques que pratiques.

## FIAF Award
La Fédération Internationale des Archives du Film remet chaque année un prix FIAF (FIAF Award) à une personnalité internationale reconnue pour son travail dans le domaine de la préservation et du cinéma, ainsi que pour son talent artistique. Ce prix récompense le dévouement et la contribution de ces personnalités à la cause de la préservation et la conservation des films à travers le monde.
Le prix lui-même est une boîte de film en argent réalisée avec l'aide de la Filmoteca de la UNAM (Mexico).
Les personnalités du monde du cinéma qui ont reçu le prix FIAF sont : 
- Martin Scorsese (2001)
- Manuel de Oliveira (2002)
- Ingmar Bergman (2003)
- Geraldine Chaplin (2004)
- Mike Leigh (2005)
- Hou Hsiao-hsien (2006)
- Peter Bogdanovich (2007)
- Nelson Pereira dos Santos (2008)
- Rithy Panh (2009)
- Liv Ullmann (2010)
- Kyōko Kagawa (2011)
- Agnès Varda (2013)
- Jan Švankmajer (2014)
- Yervant Gianikian et Angela Ricci Lucchi (2015)
- Jean-Pierre Dardenne and Luc Dardenne (2016)
- Christopher Nolan (2017)
- Apichatpong Weerasethakul (2018)[12]
- Jean-Luc Godard (2019)[13],[14]
- Walter Salles (2020)[15]
- Amitabh Bachchan (2021)[10]
- Tilda Swinton (2022)
- Guillermo del Toro (2023)
- Wim Wenders (2024)

## Filmographie
- À la recherche des films perdus, la mémoire retrouvée, réalisation : Jacques Mény, 1995, Prod ARTE/ On line productions.